# Winter-Universiade 1978
Die Winter-Universiade 1978 fand vom 6. bis zum 13. April 1978 in Špindlerův Mlýn in der Tschechoslowakei statt.

## Sportarten
Es fanden insgesamt 16 Medaillenentscheidungen in 4 Sportarten statt:
- Nordische Kombination
- Ski Alpin
- Skilanglauf
- Skispringen

## Medaillenspiegel
| Platz  | Mannschaft       | Gold | Silber | Bronze | Gesamt |
| ------ | ---------------- | ---- | ------ | ------ | ------ |
| 1      | Sowjetunion      | 6    | 5      | 3      | 14     |
| 2      | Tschechoslowakei | 4    | 2      | 3      | 9      |
| 3      | Italien          | 3    | 1      | 2      | 6      |
| 4      | Frankreich       | 1    | 2      | 1      | 4      |
| 5      | Polen            | 1    | 2      | –      | 3      |
| 6      | Bulgarien        | 1    | 1      | 1      | 3      |
| 7      | Schweiz          | –    | 2      | 1      | 3      |
| 8      | Österreich       | –    | 1      | 3      | 4      |
| 9      | Finnland         | –    | –      | 2      | 2      |
| Gesamt | Gesamt           | 16   | 16     | 16     | 48     |